# Meret-Isesi
Meret-Isesi o Mereret-Isesi ("Estimada per Isesi") va ser una princesa egípcia de la V Dinastia. El seu pare era el faraó Djedkare i el seu germà Unas, darrer faraó de la dinastia.
Meret-Isesi apareix amb el títol de "Filla del Rei del seu cos" en un relleu que probablement prové d'Abusir. El títol l'identifica com a Kekheretnebti, la seva germana, tot i que el text l’identifica clarament amb el nom de Meret-Isesi.